# Binh nhì
Binh nhì thường có cấp bậc thấp nhất ở quân đội nhiều nước. Những người lính có cấp bậc "Binh nhì" có thể là lính nghĩa vụ hoặc họ có thể là quân nhân (nghề nghiệp) chuyên nghiệp. Trong quân đội một số nước, cấp bậc này có thể có hoặc không đeo quân hàm. 

Private
Private First Class
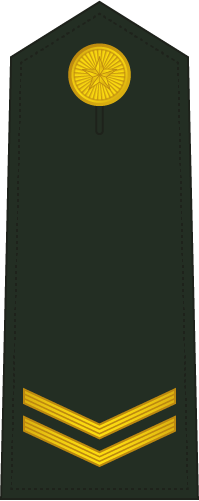
列兵 (Lièbīng)
Binh nhì